# Fagnano Olona
Fagnano Olona là một đô thị và thị xã của Ý. Đô thị này thuộc tỉnh Varese trong vùng Lombardia. Fagnano Olona có diện tích km2, dân số theo ước tính năm 2010 của Viện thống kê quốc gia Ý là 10.837 người. 
Các đơn vị dân cư:
Đô thị Fagnano Olona giáp với các đô thị: